# Randy Horton
Randy Horton (Somerset, 22 gennaio 1945) è un ex crickettista, ex calciatore e politico bermudiano.

## Biografia
Horton studiò in Inghilterra e negli Stati Uniti d'America presso la Rutgers University. Terminate le esperienze sportive nel calcio e nel cricket, Horton si dedicò all'insegnamento.
Il 9 novembre 1998 viene eletto nel parlamento di Bermuda e successivamente ha ricoperto gli incarichi di ministro degli affari comunitari, dello sport, dell'istruzione, dell'ambiente, del lavoro, degli interni e della pubblica sicurezza. L'8 febbraio 2013 viene eletto speaker della "House of Assembly".

## Calcio

### Club
Cresciuto nel Somerset Trojans Cricket Club, vince con il suo club tre coppe di Bermuda e quattro campionati locali.
Nel 1970 si trasferisce negli Stati Uniti d'America per giocare nei Philadelphia Ukrainians.
Nella stagione 1971 viene ingaggiato dal New York Cosmos, società con cui giunse alle semifinali del torneo ed ottenendo il titolo individuale di miglior esordiente.
Nella stagione seguente vince il titolo nordamericano, la classifica marcatori ed il titolo di miglior giocatore del torneo. Con i Cosmos, dopo aver vinto la Northern Division, si aggiudica il torneo, battendo nella finale, che giocò da titolare segnando anche una rete, il St. Louis Stars.
Sempre nel 1972 ritorna brevemente in patria e con il Somerset Trojans vince la coppa di Bermuda, segnando una tripletta nella finale contro il Pembroke Hamilton Club Zebras.
Ritornato nei Cosmos, nella stagione 1973 con la sua squadra raggiunge le semifinali del torneo, mentre in quella seguente chiude la stagione all'ultimo posto della Northern Division.
Terminata l'esperienza nei Cosmos, Horton ritorna in patria per giocare nei Devonshire Colts.
Nella stagione 1975 gioca nei Washington Diplomats, con cui ottiene il terzo posto della Eastern Division.
Nella sua ultima stagione nella NASL, Horton milita nell'Hartford Bicentennials, con cui chiude al quarto posto della Northern Division.
Smessa l'attività agonistica per i continui infortuni, Horton siederà sulla panchina dei Somerset Trojans.

### Nazionale
Horton ha fatto parte della nazionale di calcio di Bermuda.

## Cricket
Horton ha fatto parte della nazionale di cricket di Bermuda.

## Palmarès

### Calcio

#### Club
- Campionato di calcio di Bermuda: 4

Somerset Trojans: 1967, 1968, 1969, 1970
- Coppa di Bermuda: 4

Somerset Trojans: 1968, 1969, 1970, 1972
- Campionato NASL: 1

New York Cosmos:1972

#### Individuale
- NASL Rookie of the Year: 1

1971
- Capocannoniere della NASL: 1

1972 (9 gol)
- NASL Most Valuable Player: 1

1972